# Étienne Vigée
Étienne Vigée (París, França, 2 de desembre de 1758 - 8 d'agost de 1820) fou un literat parisenc.
Era fill de l'artista del pastel Louis Vigée (1727-1768) i, germà de la cèlebre pintora Élisabeth Vigée-Lebrun (1755-1842), es donà a conèixer molt jove en la literatura i aconseguí el càrrec de secretari del gabinet de la comtessa d'Artois i el d'inspector de la Caixa d'Amortitzacions, places de les que se'n va veure privat per culpa de la Revolució.
Empresonat el 1795, i no recobrà la llibertat fins a l'agost de l'any següent, però poc temps després fou novament perseguit, va haver d'amagar-se. El 1795 se li concedí una feina, del que en restà cessant el 1799, i per a sostenir-se hagué de donar lliçons de literatura, fins que Lluís XVIII li'n donà una modesta col·locació.
Les seves obres principals són:
- Epître aux membres de l'Académie française décriés dans le XVIIIe. siècle;
- Lettres sur la mort de Colardeau,

Així com les comèdies:
- Les aveux difficiles, (1783)
- La fausse coquette, (1784)
- La belle-mare ou les dangers d'un second mariage, (1788)
- L'entrevue, (1788)

L'any 1815 publicà una col·lecció de poesies.